# Eric Thompson (pilote automobile)
Pour les articles homonymes, voir Eric Thompson et Thompson.
Pas d'image ? Cliquez ici

Une Connaught modèle A, sur laquelle Eric Thompson a disputé son seul GP de championnat du monde

Eric David Thompson est un ancien libraire de livres rares, courtier d'assurance et pilote de course automobile anglais né le 4 novembre 1919 à Ditton Hill et mort le 22 août 2015. 
Il était, depuis le 19 janvier 2015 et le décès de Robert Manzon, le doyen des pilotes de Formule 1.

## Biographie
Ayant gagné majoritairement sa vie comme courtier d'assurance à la Lloyd's de Londres, Thompson a fait partie de l'écurie de course Aston Martin de 1949 à 1953.
Il n'a participé qu'à un Grand Prix de Formule 1 comptant pour le championnat du monde le 19 juillet 1952 au Grand Prix de Grande-Bretagne. Partant de la 9e position de la grille, il finit à une belle 5e place, mais à 3 tours du vainqueur. Grâce à ce résultat, il marque 2 points au Championnat du Monde. Il a également couru dans 4 courses hors championnats. Son meilleur résultat a été réalisé en gagnant la course hors championnat Redex Trophy à Snetterton en 1953 au volant d'une Connaught type A pour le compte de l'écurie RRC Walker Raning Team.
Parallèlement à sa carrière en monoplace, il participe à des courses de voitures de sport et  d'endurance.

Il a participé à 7 éditions des 24 Heures du Mans avec une troisième place en 1951, il obtient le même résultat au Tourist Trophy à Dumdrod en 1953 et remporte les 9 heures du BARC à Goodwood.
Après sa retraite de coureur automobile, il se concentre sur son travail de courtier d'assurance à la Lloyd's, avant d'orienter sa carrière dans la littérature rare sur les sports mécaniques en tant que libraire.
Il est le premier pilote intronisé au Hall of Fame des pilotes des 24 Heures du Mans, en 2013.
Il meurt le 22 août 2015, à 95 ans.

## Résultats en championnat du monde de Formule 1
| Saison | Écurie                | Châssis | Moteur                 | Pneus  | GP disputé           | Points inscrits | Classement |
| ------ | --------------------- | ------- | ---------------------- | ------ | -------------------- | --------------- | ---------- |
| 1952   | Connaught Engineering | Type A  | Lea-Francis 4 en ligne | Dunlop | Grande-Bretagne (5e) | 2               | 18e        |

## Résultats aux 24 heures du Mans
| Année | Écurie             | Châssis                           | Moteur                       | Classement |
| ----- | ------------------ | --------------------------------- | ---------------------------- | ---------- |
| 1949  | Ecurie Lapin Blanc | HRG (en) 1500 Lightweight Le Mans | Singer 1.5L 4 en ligne       | 8e         |
| 1950  | Aston Martin Ltd.  | Aston Martin DB2                  | Aston Martin 2.6L 6 en ligne | abandon    |
| 1951  | Aston Martin Ltd.  | Aston Martin DB2                  | Aston Martin 2.6L 6 en ligne | 3e         |
| 1952  | Aston Martin Ltd.  | Aston Martin DB3 Coupé            | Aston Martin 2.6L 6 en ligne | Abandon    |
| 1953  | Aston Martin Ltd.  | Aston Martin DB3S                 | Aston Martin 2.9L 6 en ligne | Abandon    |
| 1954  | David Brown Ltd    | Lagonda DP115                     | Lagonda 4.5L V12             | Abandon    |
| 1955  | Lance Macklin      | Connaught AL/SR                   | Lea-Francis 1.5L 4 en ligne  | Abandon    |